# Балдуин I Јерусалимски
Балдуин I Јерусалимски или Балдуин I од Едесе (1058 — 2. април 1118) био је први гроф Едесе (1098–1100) и први јерусалимски краљ (1100–1118). Један је од најзначајнијих учесника Првог крсташког рата. Оснивач је прве крсташке државе у Светој земљи – грофовије Едесе. Након смрти свога брата Готфрида наслеђује јерусалимски престо. На њему се задржао осамнаест година иза то време значајно проширио границе Краљевине и одбранио је од напада Египта, Багдада и Дамаска. Основао је и господство Трансјордан изградњом јаке тврђаве Крак де Монтреал. Умро је 1118. године током похода на Египат.

## Детињство и младост
Балдуин је син Еустасија II Бујонског и Иде од Лорене. Млађи је брат Еустасија III Бујонског и Готфрида Бујонског. Као најмлађи син, Балдуин је одређен за црквену каријеру. Међутим, он је 1080. године одустао од свештеничког живота. Одлази у Нормандију где се жени Годвером. Потом се враћа у Лорену како би преузео власт над Верденом којим је до тада владао његов брат Готфрид.

## Први крсташки рат

### Полазак у крсташки поход
У Први крсташки рат Балдуин је кренуо у склопу армије своје браће Готфрида и Еустасија. На поход га је пратила жена и двоје деце. Током проласка крсташа кроз Угарску, краљ Коломан је у замену за пролаз тражио таоца који би гарантовао дисциплину Готфридове армије. Балдуин је у почетку одбио да буде талац, али је пристао када је Готфрид рекао да ће он сам преузети ту улогу. Након проласка Готфридове армије кроз Угарску, Балдуин је пуштен.
Након уласка на византијску територију настали су сукоби са Грцима. Балдуин је командовао одредом војника који је заузео мост надомак Цариграда. Византијски цар Алексије Комнин је морао оставити за таоца свога сина Јована, будућег цара, у циљу обнове мира. Јован је поверен Балдуину на чување. Приликом Алексијевог доласка међу крсташке бароне, један од барона није желео да устане када је цар улазио. Балдуин га је укорио због тога и приморао га на послушност.

### Одвајање од крсташке армије
Балдуин је учествовао у крсташком освајању Никеје и у бици код Дорилеја. Након победе код Дорилеја Балдуин се одвојио од армије. Дана 14. септембра 1097. године са 500 витезова и 1000 пешака одлази ка Тарсусу. Истога дана, не знајући за Балдуинов одлазак, армију напушта још један од крсташких вођа - Танкред Галилејски, рођак Боемунда Тарентског. Ни Танкред ни Балдуин нису у Свету земљу кренули из верских убеђења. Обојици је био циљ добијање поседа у Светој земљи јер у Европи нису имали среће. Танкред долази пред Тарсус, али му Балдуин није дозволио да уђе у град. Због тога Танкред диже логор ван града, али га током ноћи напада муслимански одред и уништава већи део армије. Танкред се чудом спасао. Ово ће бити повод за мржњу између Танкреда и Балдуина која ће се изгладити тек након ступања Балдуина на јерусалимски престо.
Октобра 1097. године Балдуин је посетио крсташку армију. Тада је сазнао да су му умрла деца и жена од хладноће. Остали крсташки барони су му ставили до знања да се не слажу са његовим одласком из армије и да је најбоље да одмах напусти крсташку армију. Балдуин се враћа у Тарсус, а одатле бира нови циљ - Едесу.

### Оснивање грофовије Едесе
Становништво Едесе било је углавном хришћанског порекла. Оно је имало чак и свога краља Тороса, али је у граду постојао турски гарнизон који је разбијао илузију о стварном господару града. Уз помоћ Балдуинове војске Торос се ослободио гарнизона. Фебруара 1098. године Балдуин свечано улази у Едесу. Грађани су га дочекали као ослободиоца. Јерменски краљ Торос био је веома љубазан према њему, што је Балдуину био довољан знак да га краљ не воли. Сам краљ био је Јермен, али је морао због власти да прими грчко православље што му је навукло непријатељство локалних Јермена који су били Јаковити. Нису га више сматрали земљаком већ Грком.
Балдуин је одмах по освајању града морао брзо да делује. Није ни помишљао да град врати Византинцима, већ је Тороса „замолио“ да га усвоји. Ситуација је била олакшана тиме што је Торос већ био у познијим годинама, а није имао сина. Сама церемонија усвојења била је веома чудна и комична. У велику кошуљу најпре се увукао краљ Торос, а онда за њим и Балдуин, обојица потпуно голи. Велики смех је изазвао моменат када се у исту кошуљу увукла и краљица. Сада је Балдуин био усвојени син краља Тороса.
Већ 10. марта 1098. године краљ Торос је убијен на веома чудан начин. Становници Едесе су се одједном побунили и упали у двор, краљ је покушао побећи кроз прозор. Како у томе није успео, светина га је дочепала и раскидала га у комаде. Тако је Балдуин „наследио“ Едесу и од ње убрзо формирао грофовију која ће постати прва крсташка држава.

## Гроф Едесе
Балдуин се није прикључио крсташкој армији након формирања грофовије. Функцију грофа Едесе вршио је од 1098. године до одласка у Јерусалим 1100. године.
Атабег Мосула, Кербуга, неуспешно покушава да Балдуину преотме грофовију. У тим нападима изгубио је три недеље. Када је увидео да неће успети освојити Едесу, окренуо је војску ка Антиохији. Управо те три недеље које је изгубио пред Едесом су га спречиле да стигне на време да помогне опсађенима у Антиохији. Када је стигао пред зидине града, у њему су се већ налазили крсташи који су, захваљујући издајству једнога од стражара, успели да провале у град.
Након освајања Јерусалима крсташи одбијају да га врате византијском цару (јер им није послао помоћ приликом опсаде Антиохије) и папи Урбану (јер им није послао легата након смрти Адемара од Ле Пеја). Од граду је формирана Краљевина која је била центар хришћанског света на Блиском истоку. Формално, грофовија Едеса и кнежевина Антиохија (формирана након освајања од стране Боемунда Антиохијског) биле су у вазалном односу. Међутим, стварно су све три државе биле независне.
Владар Јерусалима постаје Балдуинов брат Готфрид Бујонски који је понео титулу браниоца Светог Гроба. Еустасије се враћа у Европу. Готфрид се на јерусалимском престолу није задржао дуго. Умро је 18. јула 1100. године.

## Долазак на јерусалимски престо
Након Готфридове смрти поставило се питање ко ће га наследити. Кандидати за круну били су Боемунд и Балдуин. Међутим, Боемунд је заробљен у бици код Мелитене од стране данишмендског владара Малик Газија. Антиохију је преузео Танкред као регент.
Заробљавањем Боемунда Малик Гази је Балдуину уклонио главног конкурента за освајање круне. Дана 2. октобра Балдуин креће у Јерусалим са око 200 витезова и 700 пешака. Едесу је оставио своме рођаку Балдуину ле Буржу. У Јерусалим стиже 9. новембра и на Божић 1100. године у Цркви Христовог Рођења проглашен је за јерусалимског краља. Тако је Јерусалим први пут након Ирода добио краља - Балдуина I.

## Владавина

### Територијална освајања
Током своје осамнаестогодишње владавине Балдуин је значајно проширио границе краљевине Јерусалим. Године 1101. заузео је Арсуф и Цезареју уз подршку ђеновљанске флоте. Септембра исте године Балдуин се сукобио са Египћанима Ал-Афдал Шаханшаха код Рамле. Египћани су били знатно бројнији; у Јерусалиму су Балдуина већ прогласили мртвим. Његова жена Арда Јерменска већ је послала позив Танкреду да преузме власт и над Јерусалимом. Међутим, Балдуин односи сјајну победу.
Следеће, 1102. године, Балдуин се поново сукобио са Египћанима код Рамле. У његовој војсци учествовали су и Вилијам IX од Аквитаније и Стефан од Блоа који су се једва спасили од смрти током крсташког рата 1101. године. Овога пута крсташи доживљавају велики пораз у коме гине велики део армије укључујући и Стефана од Блоа. Балдуин се спасао и сам на коњу три дана лутао кроз пустињу док се није дочепао Јафе. Већ сутрадан Балдуин напада фатимидски логор у Аскалону и наноси им пораз.
Године 1103. Балдуин опседа Акру. Уз помоћ ђеновљанске флоте Акра је освојена 1104. године. Исте (1103) године плаћа откуп Малик Газију за Боемунда јер му је био дражи на антиохијском престолу од Танкреда са којим је био у сукобу још од почетка Првог крсташког рата. Танкред на управу добија кнежевину Галилеју. Године 1105. Балдуин је водио још једну битку код Рамле у којој је поново однео велику победу. Године 1110. Бејрут је прикључен хришћанској територији.

### Однос са крсташким баронима
Године 1109. пред зидинама још увек неосвојеног Триполија (опсаду је започео Ремон од Сен Жила 1103) одржан је састанак најзначајнијих крсташких барона на коме је Балдуин учествовао као судија. Требало се одлучити ко ће владати градом након освајања. Балдуин је по први пут заиста наступио као краљ. Триполи је поверио Бертранду од Тулуза, сину покојног Ремона. Његов ривал, Виљем Жордан, добио је Акру на управу. Танкреду и Балдуин ле Буржу потврђене су територије, а Балдуин је стављен у вазалан однос према Танкреду.
Танкред умире 1112. године, а Балдуин кнежевину Антиохију поверава Руђеру од Салерна који је вршио регентство над Боемундовим малолетним сином Боемундом II. Кнежевину Галилеју поверио је Жосцелину I од Куртенеа, каснијем грофу Едесе.

### Последње године владавине
Дана 28. јуна 1113. године Балдуин доживљава пораз у близини Тиберијаса у бици код Ал-Санабре од стране Мавдуда, атабега Мосула и Тугтигина, емира Дамаска. Дозволио је да га намаме на борбу и натерају да први безглаво нападне. Након Мавдудовог убиства од стране асасина, Тугтигин са Балдуином склапа мир. Код Тиберијаса ће се за седамдесет година одиграти слична битка. Крсташе ће предводити краљ Гај Лизињански, а муслимане много познатији вођа од Мавдуда - велики Саладин. Овога пута ће крсташка грешка бити фатална. Те исте 1113. године Балдуин се поново жени. Своју бившу жену је отерао, а за нову одабрао Аделаду дел Васто.
Године 1115. Балдуин у Трансјорданији учвршћује власт подизањем тврђаве Крак де Монтреал. Крак де Монтреал је једна од најчвршћих хришћанских тврђава током читавих крсташких ратова. На територији Трансјорданије створена је нова држава - господство Трансјордан. Балдуин 1115. године шири границе Јерусалима све до Акабе на обали Црвеног мора.

## Смрт
Године 1158. Балдуин покреће своју војску ка Египту. Армију је чинило 200 коњаника и 400 пешака. Током похода се тешко разболео. Умро је током повратка у Јерусалим 2. априла 1118. године у Ел Аришу. Тело му је након смрти балсамовано. Сахрањен је у Цркви Светог Гроба поред свога брата Готфрида и Ремона од Сен Жила. Наследио га је рођак Балдуин ле Бурж - Балдуин II.

## Породично стабло
|  |                                     |  |  |  |  |  |  |  |  |  |  |  |  |  |  |  |
|  | 16. Arnulf III, Count of Boulogne   |  |  |  |  |  |  |  |  |  |  |  |  |  |  |  |
|  |                                     |  |  |  |  |  |  |  |  |  |  |  |  |  |  |  |
|  |                                     |  |  |  |  |  |  |  |  |  |  |  |  |  |  |  |
|  | 8. Балдуин II Булоњски              |  |  |  |  |  |  |  |  |  |  |  |  |  |  |  |
|  |                                     |  |  |  |  |  |  |  |  |  |  |  |  |  |  |  |
|  |                                     |  |  |  |  |  |  |  |  |  |  |  |  |  |  |  |
|  | 4. Eustace I, Count of Boulogne     |  |  |  |  |  |  |  |  |  |  |  |  |  |  |  |
|  |                                     |  |  |  |  |  |  |  |  |  |  |  |  |  |  |  |
|  |                                     |  |  |  |  |  |  |  |  |  |  |  |  |  |  |  |
|  | 18. Arnulf, Count of Holland        |  |  |  |  |  |  |  |  |  |  |  |  |  |  |  |
|  |                                     |  |  |  |  |  |  |  |  |  |  |  |  |  |  |  |
|  |                                     |  |  |  |  |  |  |  |  |  |  |  |  |  |  |  |
|  | 9. Adelina of Holland               |  |  |  |  |  |  |  |  |  |  |  |  |  |  |  |
|  |                                     |  |  |  |  |  |  |  |  |  |  |  |  |  |  |  |
|  |                                     |  |  |  |  |  |  |  |  |  |  |  |  |  |  |  |
|  | 19. Lutgardis of Luxemburg          |  |  |  |  |  |  |  |  |  |  |  |  |  |  |  |
|  |                                     |  |  |  |  |  |  |  |  |  |  |  |  |  |  |  |
|  |                                     |  |  |  |  |  |  |  |  |  |  |  |  |  |  |  |
|  | 2. Еустасије II од Бујона           |  |  |  |  |  |  |  |  |  |  |  |  |  |  |  |
|  |                                     |  |  |  |  |  |  |  |  |  |  |  |  |  |  |  |
|  |                                     |  |  |  |  |  |  |  |  |  |  |  |  |  |  |  |
|  | 20. Reginar III, Count of Hainaut   |  |  |  |  |  |  |  |  |  |  |  |  |  |  |  |
|  |                                     |  |  |  |  |  |  |  |  |  |  |  |  |  |  |  |
|  |                                     |  |  |  |  |  |  |  |  |  |  |  |  |  |  |  |
|  | 10. Lambert I, Count of Leuven      |  |  |  |  |  |  |  |  |  |  |  |  |  |  |  |
|  |                                     |  |  |  |  |  |  |  |  |  |  |  |  |  |  |  |
|  |                                     |  |  |  |  |  |  |  |  |  |  |  |  |  |  |  |
|  | 21. Adela                           |  |  |  |  |  |  |  |  |  |  |  |  |  |  |  |
|  |                                     |  |  |  |  |  |  |  |  |  |  |  |  |  |  |  |
|  |                                     |  |  |  |  |  |  |  |  |  |  |  |  |  |  |  |
|  | 5. Matilda of Leuven                |  |  |  |  |  |  |  |  |  |  |  |  |  |  |  |
|  |                                     |  |  |  |  |  |  |  |  |  |  |  |  |  |  |  |
|  |                                     |  |  |  |  |  |  |  |  |  |  |  |  |  |  |  |
|  | 22. Карло од Доње Лотарингије       |  |  |  |  |  |  |  |  |  |  |  |  |  |  |  |
|  |                                     |  |  |  |  |  |  |  |  |  |  |  |  |  |  |  |
|  |                                     |  |  |  |  |  |  |  |  |  |  |  |  |  |  |  |
|  | 11. Gerberga of Lower Lorraine      |  |  |  |  |  |  |  |  |  |  |  |  |  |  |  |
|  |                                     |  |  |  |  |  |  |  |  |  |  |  |  |  |  |  |
|  |                                     |  |  |  |  |  |  |  |  |  |  |  |  |  |  |  |
|  | 23. Adelais of Vermandois           |  |  |  |  |  |  |  |  |  |  |  |  |  |  |  |
|  |                                     |  |  |  |  |  |  |  |  |  |  |  |  |  |  |  |
|  |                                     |  |  |  |  |  |  |  |  |  |  |  |  |  |  |  |
|  | 1. Балдуин I Јерусалимски           |  |  |  |  |  |  |  |  |  |  |  |  |  |  |  |
|  |                                     |  |  |  |  |  |  |  |  |  |  |  |  |  |  |  |
|  |                                     |  |  |  |  |  |  |  |  |  |  |  |  |  |  |  |
|  | 24. Godfrey I, Count of Verdun      |  |  |  |  |  |  |  |  |  |  |  |  |  |  |  |
|  |                                     |  |  |  |  |  |  |  |  |  |  |  |  |  |  |  |
|  |                                     |  |  |  |  |  |  |  |  |  |  |  |  |  |  |  |
|  | 12. Gothelo I, Duke of Lorraine     |  |  |  |  |  |  |  |  |  |  |  |  |  |  |  |
|  |                                     |  |  |  |  |  |  |  |  |  |  |  |  |  |  |  |
|  |                                     |  |  |  |  |  |  |  |  |  |  |  |  |  |  |  |
|  | 25. Матилда Билунг од Саксоније     |  |  |  |  |  |  |  |  |  |  |  |  |  |  |  |
|  |                                     |  |  |  |  |  |  |  |  |  |  |  |  |  |  |  |
|  |                                     |  |  |  |  |  |  |  |  |  |  |  |  |  |  |  |
|  | 6. Годфроа III, војвода Доње Лорене |  |  |  |  |  |  |  |  |  |  |  |  |  |  |  |
|  |                                     |  |  |  |  |  |  |  |  |  |  |  |  |  |  |  |
|  |                                     |  |  |  |  |  |  |  |  |  |  |  |  |  |  |  |
|  | 3. Ида од Лорене                    |  |  |  |  |  |  |  |  |  |  |  |  |  |  |  |
|  |                                     |  |  |  |  |  |  |  |  |  |  |  |  |  |  |  |
|  |                                     |  |  |  |  |  |  |  |  |  |  |  |  |  |  |  |
|  | 7. Doda                             |  |  |  |  |  |  |  |  |  |  |  |  |  |  |  |
|  |                                     |  |  |  |  |  |  |  |  |  |  |  |  |  |  |  |
|  |                                     |  |  |  |  |  |  |  |  |  |  |  |  |  |  |  |